# Battaglia di Nidastore
La Battaglia di Nidastore, conosciuta anche come Battaglia di Castelleone di Suasa, fu una battaglia combattuta il 2 luglio 1461 tra l'esercito della Signoria di Rimini, capeggiato da Sigismondo Pandolfo Malatesta, e l'esercito papale, guidato da Napoleone Orsini.
La battaglia fu l'ultima vittoria di Sigismondo Malatesta e segna il più grande successo militare ottenuto dal condottiero riminese, in quanto riuscì a sbaragliare l'esercito papale, tre volte superiore di numero.

## Antefatti della battaglia
Pur essendo vicario apostolico, Sigismondo Malatesta si trovo più volte a scontrarsi con il pontefice Pio II; dopo i numerosi richiami papali in seguito all'occupazione di alcune città della Marca, Pio II dichiarò Sigismondo scomunicato il giorno di Natale del 1460.
Pio II, per ristabilire l'ordine nella Marca di Ancona, organizzò un'alleanza tra in principali nemici del Malatesta: il Regno di Napoli, il Ducato di Milano e Il Ducato Urbino, principale contendente per il dominio nelle Marche settentrionali.

## La Battaglia
L'esercito papale inviato nelle terre malatestiane della Marca, guidato dai condottieri Ludovico Malvezzi e Pier Paolo Nardini, occupò la vallata del Cesano, per poi accamparsi tra i castelli di Nidastore e di Castelleone.
L'esercito riminese, il 2 luglio, usci a dar battaglia all'esercito pontificio. La compagine malatestiana, pur essendo in pesante inferiorità numerica, poteva contare su un moderno comparto di artiglieria composto da spingardelle.
Lo scontro duro 5 ore, e le forze riminesi, guidate da Sigismondo in persona, ricacciarono gli avversari fin dentro il loro campo. Nonostante la superiorità numerica, i pontifici non riuscirono a tenere il campo e, intimoriti dai nuovi pezzi di artiglieria impiegati da Sigismondo Malatesta, furono messi in rotta.
Nonostante la brevità della battaglia, il costo in vite umane fu molto alto; i riminesi contarono circa 150 caduti tra morti e feriti e lo stesso Sigismondo venne ferito più volte nel tentativo di sfondare le linee del campo papale.
I pontifici lamentarono perdite molto più ingenti: venne perso quasi un terzo dell'esercito; dei due comandanti in capo, il Malvezzi venne ferito mentre il Nardini cadde in combattimento.
A causa di queste perdite, entrambi gli eserciti non uscirono più in campo fino al 1462.

## Conseguenze
La schiacciante vittoria sull'esercito papale fu il canto del cigno di Sigismondo Malatesta: il successo gli garantì il dominio del nord della Marca di Ancona, culminato con la conquista della città di Senigallia nel 1462. Durante la ritirata verso Fano, Sigismondo venne attaccato e sconfitto dalle forze congiunte di Federico da Montefeltro e Napoleone Orsini alla foce del Cesano.